# Ophion sphinx
Ophion sphinx är en stekelart som beskrevs av Maximilian Spinola 1838. Ophion sphinx ingår i släktet Ophion och familjen brokparasitsteklar. Inga underarter finns listade i Catalogue of Life.